# Café Luna
Café Luna war eine Taschenheft-Serie mit Liebesromanen. Die Hefte erschienen im Cora Verlag.
Es war die erste Serie des Verlages, an der weder amerikanische Autoren mitwirkten noch zumindest amerikanisch klingende Pseudonyme verwendet wurden.

## Geschichte der Serie
Im Cora-Verlag erschienen zunächst nur Romane als Übersetzungen aus dem Amerikanischen. Erst ab ca. 2000 erschienen auch einzelne Romane deutscher Autoren innerhalb der Reihen des Verlages – allesamt unter amerikanisch klingenden Pseudonymen. 2007 wurde unter der Federführung von vier Redakteurinnen das Konzept einer neuen Serie entwickelt. Erst nachdem das Konzept stand, wurde vom Verlag Mia König (wahrscheinlich ein Pseudonym), die zu dem Zeitpunkt bereits mehrere Bücher veröffentlicht hatte, ausgewählt, die Romane zu schreiben. Gemeinsam wurde die Serie ausgearbeitet, und schließlich wurden die Romane von Mia König geschrieben.
Die Serie wurde, in Anlehnung an die Telenovela, als erste Lesenovela Deutschlands beworben und lief vier Hefte lang in monatlichem Rhythmus von Mai bis August 2008.

## Handlung
Café Luna verarbeitete den Romeo-und-Julia-Stoff. Die Hauptpersonen sind Luisa Vogt und Konstantin. Die beiden gehören verfeindeten Kaffeerösterei-Dynastien Hamburgs, dem Ort an dem alle Romane spielen, an. Luisas Familie gehört dabei zu Hansen Kaffee. Im Wesentlichen handeln die Romane vom Kampf um eine geheime Rezeptur (Café Luna) und um die sich entwickelnde Liebe der beiden Protagonisten, die von ihren Familien nicht geduldet wird. So kommt es zur Verlobung Konstantins, allerdings nicht mit Luisa, sondern mit einer von der Familie ausgewählten Frau.
Luisa ist zu Beginn der Serie Kaffeerösterin, die ein eigenes Café besitzen möchte. Sie wird zur Testamentseröffnung ihres verstorbenen Chefs eingeladen. An diesem Tag begegnet sie Konstantin, dem Spross einer anderen Kaffeeröster-Dynastie, was dann Stoff für weitere Romane bietet.

## Erschienene Hefte
| #  | Titel                   | Autor     |
| -- | ----------------------- | --------- |
| 01 | Der Geschmack der Liebe | Mia König |
| 02 | Verbotenes Glück        | Mia König |
| 03 | Eine Frage der Ehre     | Mia König |
| 04 | Bittersüße Küsse        | Mia König |

## Quelle
- Cora Verlag, Café Luna (Memento vom 7. Februar 2009 im Internet Archive)